# Echinodillo cavaticus
Echinodillo cavaticus là một loài chân đều trong họ Armadillidae. Loài này được Green miêu tả khoa học năm 1963.